# 熊本市立帯山中学校
熊本市立帯山中学校（くまもとしりつ おびやまちゅうがっこう）は、熊本県熊本市中央区帯山一丁目にある公立中学校。
創立50周年の際、日本で1番生徒数が多いというマンモス校ということで、マスコミの取材もあった。また、一番生徒数が多かった年では全校生徒2208人。

## 沿革
- 1958年（昭和33年）4月9日 - 熊本市立出水中学校帯山教室として発足
- 1959年（昭和34年）4月1日 - 熊本市立帯山中学校を開校
- 1960年（昭和35年）4月11日 - 中学校としての完成年度を迎えて開校記念式挙行
- 1961年（昭和36年）3月16日 - 第1回卒業式挙行。同窓会発足
- 同年8月7日 - プール完成落成式
- 1965年（昭和40年）5月22日 - 体育館落成式挙行
- 1967年（昭和42年）12月19日 - 図書館完成
- 1968年（昭和43年） 5月21日 - 交通安全宣言。標示板建立
- 同年5月25日  - 創立10周年記念式典挙行
- 2016年（平成28年）12月31日 - 第67回NHK紅白歌合戦に於いて本校合唱部が特別出演し、紅組出場歌手のmiwa（シンガーソングライター）と共に『結 -ゆい-』を歌唱。この曲は「第83回 NHK全国学校音楽コンクール 中学校の部」の課題曲である[1]。
- 2019年（令和元年）8月下旬  - 北側新校舎落成[2]。
- 同年9月 - 新校舎披露会
- 2026年3月 新校舎完成予定

## 歴代校長
- 1959年（昭和34年） - 初代校長 平尾信行
- 1962年（昭和37年） - 第2代校長 竹原正人
- 1964年（昭和39年） - 第3代校長 福田正信
- 1971年（昭和46年） - 第4代校長 藤本正治
- 1975年（昭和50年） - 第5代校長 鶴田英基
- 1979年（昭和54年） - 第6代校長 高野正勝
- 1981年（昭和56年） - 第7代校長 宇野一也
- 1988年（昭和63年） - 第8代校長 千原昭嗣
- 1990年（平成2年）   - 第9代校長 荒金錬一
- 1992年（平成4年）   - 第10代校長 尾池忠良
- 1993年（平成5年）   - 第11代校長 竹下純治
- 1996年（平成8年）   - 第12代校長 塚本英司
- 1998年（平成10年） - 第13代校長 鬼塚將二
- 2000年（平成12年） - 第14代校長 日高勲
- 2002年（平成14年） - 第15代校長 菊川輝範
- 2004年（平成16年） - 第16代校長 坂井堅二
- 2008年（平成20年） - 第17代校長 高木進
- 2010年（平成22年） - 第18代校長 古閑尚重
- 2014年（平成26年） - 第19代校長 中曽哲也
- 2016年（平成28年） - 第20代校長 岩下眞
- 2017年（平成29年） - 第21代校長 桃崎剛寿

## 生徒会
- 生徒会会訓
  - おびやまの心
    - お   互いを尊重しあい
    - び （美）に親しみ
    - や   る気を持って
    - ま    っすぐな心で生きる

## 委員会
- 厚生委員会
- 生活委員会
- 体育委員会
- 保健委員会
- 美化委員会
- 給食委員会
- 図書委員会
- 緑化委員会

## 部活動

### 運動部
- 野球部
  - 第3回全国中学校軟式野球大会優勝
- 陸上部
- ソフトテニス部
- サッカー部
- 水泳部
- バドミントン部
- 卓球部
- バレーボール部
- ラグビー部
- 柔道部
- ソフトボール部
- 剣道部
- ハンドボール部
- バスケットボール部

### 文化部
- 吹奏楽部
  - 昭和51年度 西部吹奏楽コンクール 金賞受賞
  - 平成19年度 九州吹奏楽コンクール 金賞受賞
- 放送部
- 合唱部
  - 第70回 九州合唱コンクール 金賞及び朝日新聞社大賞(最優秀賞)
  - 第82回 NHK全国学校音楽コンクール 全国大会 銅賞（3位）
  - 第68回 全日本合唱コンクール 全国大会 金賞
  - 第67回NHK紅白歌合戦 特別出演
  - 第71回 九州合唱コンクール 金賞及び朝日新聞社大賞(最優秀賞)
  - 第83回 NHK全国学校音楽コンクール 全国大会 奨励賞
  - 第69回 全日本合唱コンクール 全国大会 金賞(２位)及びカワイ奨励賞
  - 第84回 NHK全国学校音楽コンクール 全国大会 奨励賞
  - 第70回 全日本合唱コンクール 全国大会 銀賞
  - 第71回 全日本合唱コンクール 全国大会 金賞(４位)
  - 第74回 九州合唱コンクール 金賞及び朝日新聞社大賞(最優秀賞)
  - 第85回 NHK全国学校音楽コンクール 全国大会 奨励賞
  - 第72回 全日本合唱コンクール 全国大会 銀賞
  - 第53回熊日学生音楽コンクール 合唱の部 優秀賞
  - 第18回熊本県ヴォーカルアンサンブルフェスティバル インプレッシブプライズ及び選考委員特別賞
  - 第74回 全日本合唱コンクール 全国大会 金賞(３位)
  - 第54回熊日学生音楽コンクール 合唱の部 最優秀賞及び熊日大賞
  - 第77回九州合唱コンクール  金賞及び朝日新聞社大賞(最優秀賞)
  - 第75回全日本合唱コンクール全国大会銅賞
  - 第78回九州合唱コンクール 金賞
  - 第56回熊日学生音楽コンクール 合唱の部 最優秀賞
  - 第79回九州合唱コンクール 金賞及び朝日新聞社大賞(最優秀賞)
  - 第77回全日本合唱コンクール全国大会 銅賞
  - 第57回熊日学生音楽コンクール　合唱の部 熊日大賞
  - 第18回声楽アンサンブルコンテスト全国大会　中学校部門銀賞（８位）
- 美術部
- 茶道部
- 生け花部

## 制服
- ブレザー、カッターシャツ
  - 夏季用のポロシャツ
- ネクタイかリボン選択
- スラックス、スカートの選択

## 著名な卒業生
- 岩下栄一（衆議院議員）
- 井手らっきょ（お笑い芸人）
- 馬原孝浩（プロ野球選手）
- 松崎秀昭（元プロ野球選手）
- 御船英之（元プロ野球選手）
- 村上和幸（元社会人野球選手・コーチ）
- 村上竜太郎（社会人野球選手・コーチ）
- 栗谷かずよ（フルート奏者・作曲家）
- 松本天心（格闘家・格闘技プロデューサー）

## 学校周辺
- 国道57号
- 熊本競輪場
- 熊本市水前寺競技場